# Міллз (Вайомінг)
Міллз (англ. Mills) — місто (англ. town) в США, в окрузі Натрона штату Вайомінг. Населення — 4034 особи (2020).

## Географія
Міллз розташований за координатами 42°50′46″ пн. ш. 106°22′55″ зх. д. / 42.84611° пн. ш. 106.38194° зх. д. (42.845980, -106.381955).  За даними Бюро перепису населення США в 2010 році місто мало площу 5,64 км², з яких 5,57 км² — суходіл та 0,07 км² — водойми. В 2017 році площа становила 7,38 км², з яких 7,31 км² — суходіл та 0,07 км² — водойми.

## Демографія
Згідно з переписом 2010 року, у місті мешкала 3461 особа в 1513 домогосподарствах у складі 894 родин. Густота населення становила 614 особи/км².  Було 1654 помешкання (293/км²).
Расовий склад населення:
| - 94,0 % — білих - 1,5 % — корінних американців - 0,4 % — чорних або афроамериканців - 0,2 % — азіатів - 1,9 % — осіб інших рас |

До двох чи більше рас належало 2,1 %. Частка іспаномовних становила 6,5 % від усіх жителів.
За віковим діапазоном населення розподілялося таким чином: 23,1 % — особи молодші 18 років, 62,6 % — особи у віці 18—64 років, 14,3 % — особи у віці 65 років та старші. Медіана віку мешканця становила 38,6 року. На 100 осіб жіночої статі у місті припадало 101,9 чоловіків;  на 100 жінок у віці від 18 років та старших — 101,8 чоловіків також старших 18 років.
Середній дохід на одне домашнє господарство  становив 44 842 долари США (медіана — 36 673), а середній дохід на одну сім'ю — 56 644 долари (медіана — 50 227). Медіана доходів становила 42 027 доларів для чоловіків та 27 039 доларів для жінок. За межею бідності перебувало 18,5 % осіб, у тому числі 15,1 % дітей у віці до 18 років та 9,7 % осіб у віці 65 років та старших.
Цивільне працевлаштоване населення становило 1640 осіб. Основні галузі зайнятості: роздрібна торгівля — 17,1 %, освіта, охорона здоров'я та соціальна допомога — 13,6 %, сільське господарство, лісництво, риболовля — 13,5 %.
За даними перепису 2000 року,
на території муніципалітету мешкало 2591 людей, було 1161 садиб та 700 сімей.
Густота населення становила 599,0 осіб/км². Було 1272 житлових будинків.
З 1161 садиб у 26,1% проживали діти до 18 років, подружніх пар, що мешкали разом, було 43,2 %,
садиб, у яких господиня не мала чоловіка — 11,3 %, садиб без сім'ї — 39,7 %.
Власники 31,4 % садиб мали вік, що перевищував 65 років, а в 9,8 % садиб принаймні одна людина була старшою за 65 років.
Кількість людей у середньому на садибу становила 2,23, а в середньому на родину 2,75.
Середній річний дохід на садибу становив 26 717 доларів США, а на родину — 33 105 доларів США.
Чоловіки мали дохід 29 728 доларів, жінки — 20 945 доларів.
Дохід на душу населення був 14 103 доларів.
Приблизно 16,2 % родин та 18,4 % населення жили за межею бідності.
Серед них осіб до 18 років було 20,0 %, і понад 65 років — 13,6 %.
Середній вік населення становив 38 років.